# John Quincy Adams
John Quincy Adams (Braintree, 11. srpnja 1767. – Washington D.C., 23. veljače 1848.) je bio američki diplomat, političar i državnik,  6. predsjednik SAD-a.

## Životopis
John Quincy Adams rođen je kao sin američkog političara i budućeg 2. predsjednika Amerike Johna Adamsa, koga je kao dijete pratio po diplomatskim misijama u Europi. Tamo je mladi John Quincy stekao obrazovanje i vrijedno iskustvo temeljem koga će i sam započeti diplomatsku karijeru.

## Politička karijera
Slično kao i njegov otac, John je bio član Federalističke stranke, te je kao takav izabran u Senat 1803. godine. Međutim, s tom strankom se razišao te se priključio Demokratsko-republikanskoj stranci koju su 1792. zajedno osnovali 3. predsjednik Amerike Thomas Jefferson i potonji predsjednik James Madison.

## Diplomatska karijera
Adams je diplomatsku karijeru nastavio nakon isteka senatskog mandata, te sudjelovao u pregovorima koji su doveli do sporazuma u Ghentu i završetka anglo-američkog rata 1814. godine. Kao državni tajnik i bliski suradnik predsjednika Jamesa Monroea, Adams se smatra jednim od suautora Monroeve doktrine.

## Izabran za predsjednika SAD-a
Pred kraj Monroeva predsjedničkog mandata, dotada neprikosnovena Demokratsko-republikanska stranka počela se raspadati na nekoliko frakcija, pa su se na izborima 1824. godine pojavila četvorica kandidata. Nijedan od njih u elektorskom kolegiju nije osvojio potrebnu većinu, pa je o predsjedniku odlučio Kongres Sjedinjenih Američkih Država. John Quincy Adams je, nakon odustanka Henryja Claya, uspio osigurati nužnu većinu i pobijediti glavnog protukandidata Andrewa Jacksona. Clay je poslije postao Adamsov državni tajnik, što je Jacksona nagnalo da Adamsa optuži za korupciju. Adams je ostao upamćen kao posljednji predsjednik izabran na taj način.
Adams se kao predsjednik počeo udaljavati od jeffersonovskih principa o slaboj centralnoj vlasti, te počeo zalagati za veću ulogu federacije u svakodnevnom životu građana SAD. Zbog toga je postao jednim od vođa novostvorene Nacionalne republikanske stranke, ali njegova nastojanja da izgradi ceste, kanale i drugu infrastrukturu nisu zaživjela.

## Kraj predsjedničkog mandata
Godine 1828. Adamsa je na izborima pobijedio Andrew Jackson kao kandidat nove Demokratske stranke. 
Adams je nakon poraza prekinuo dotadašanju tradiciju bivših predsjednika koji su se nakon odlaska s funkcije prestajali baviti politikom. Kao predstavnik Nacionalne republikanske stranke je izabran u Zastupnički dom Kongresa i tamo ostao do svoje smrti. 
Adams se pred kraj života počeo zalagati za ukidanje ropstva u SAD-u, a godine 1841. je pred Vrhovnim sudom branio pobunjene afričke robove s broda Amistad.

## Smrt
Sredinom studenog 1846. tada 78-godišnji bivši predsjednik doživio je moždani udar koji ga je ostavio djelomično paraliziranim. Nakon nekoliko mjeseci mirovanja potpuno se oporavio i ponovno preuzeo dužnosti u Kongresu. Kada je Adams 13. veljače 1847. ušao u dvoranu, svi su "ustali i zapljeskali".
Dana 21. veljače 1848. Zastupnički dom raspravljao je o pitanju odavanja počasti časnicima vojske Sjedinjenih Država koji su služili u Američko-meksičkom ratu. Adams je bio žestoki kritičar rata, a kad su kongresmeni ustali i uzviknuli: Aye! ("Da!") u korist te mjere, on je umjesto toga povikao: No! ("Ne!").  Odmah nakon toga, Adams se srušio nakon što je pretrpio snažni moždani udar. Dva dana kasnije, 23. veljače, preminuo je u 19.20 sati sa suprugom uz njega u odaji predsjednika Zastupničkog doma unutar zgrade Capitola u Washingtonu, D.C.. Njegovo jedino živo dijete, sin Charles Francis, nije stigao na vrijeme vidjeti svog oca živog. Njegove posljednje riječi bile su 
 Među onima koji su prisustvovali njegovoj smrti bio je i Abraham Lincoln, koji je doputovao iz Illinoisa.

## Nastavak obiteljske tradicije
Adamsov sin Charles Francis Adams nastavio je obiteljsku tradiciju te se i sam bavio politikom, te je u periodu od 16. svibnja 1861. – 13. svibnja 1868. bio veleposlanik SAD-a u Ujedinjenom Kraljevstvu.

## Interesantno
Adams je također poznat kao prvi američki predsjednik čiji je lik zabilježen na fotografiji 1843. godine.